# Мужская гимназия (Азов)
Мужская гимназия — школа в городе Азове, историческое двухэтажное здание в городе Азове, объект регионального культурного наследия.

## История

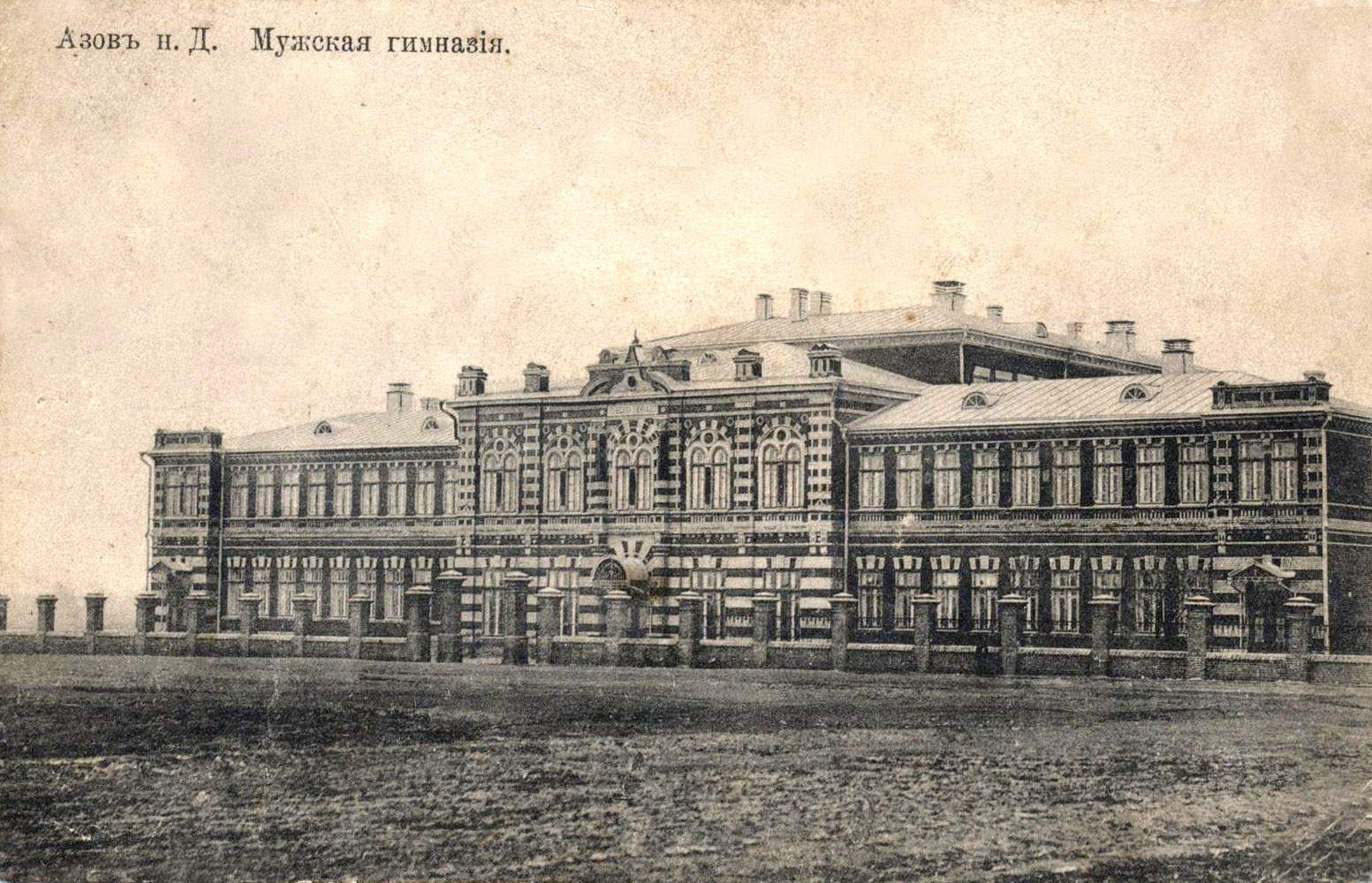
Азов. Мужская гимназия в начале XX века.

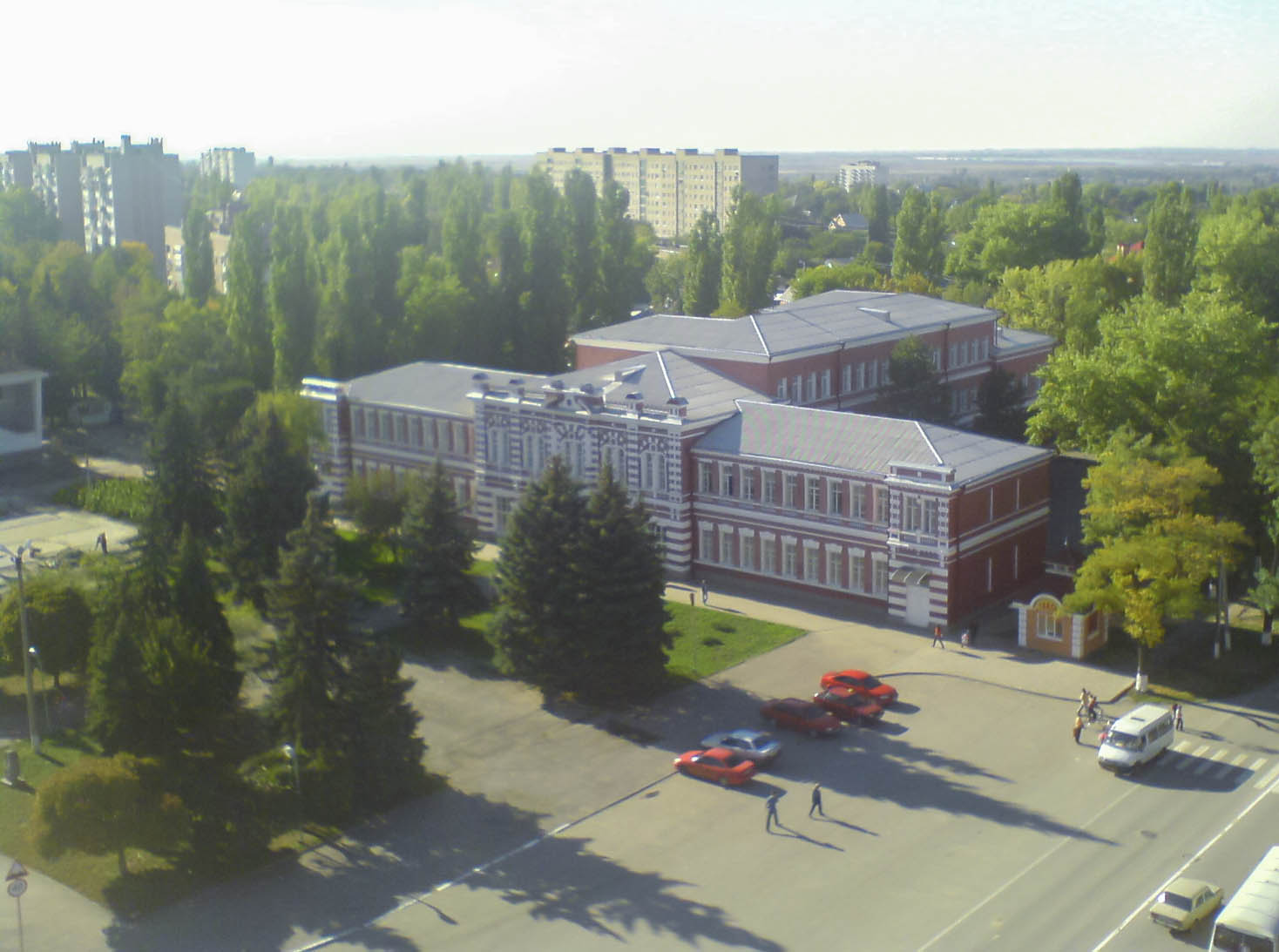
Здание бывшей мужской прогимназии (ныне школа №1) - вид сверху

Мужская гимназия в Азове учреждена в 1877 году по Указу Императора Александра II как Азовская мужская прогимназия. До революции в России гимназии и прогимназии относили к средним учебным заведениям. Потом ей был дан статус гимназии. В учебном заведение учились дети в возрасте от 8 до 10 лет. Гимназисты изучали: Закон божий, словесность и русский язык, латинский, греческий, французский и немецкие языки, математику, физику, историю и другие предметы.

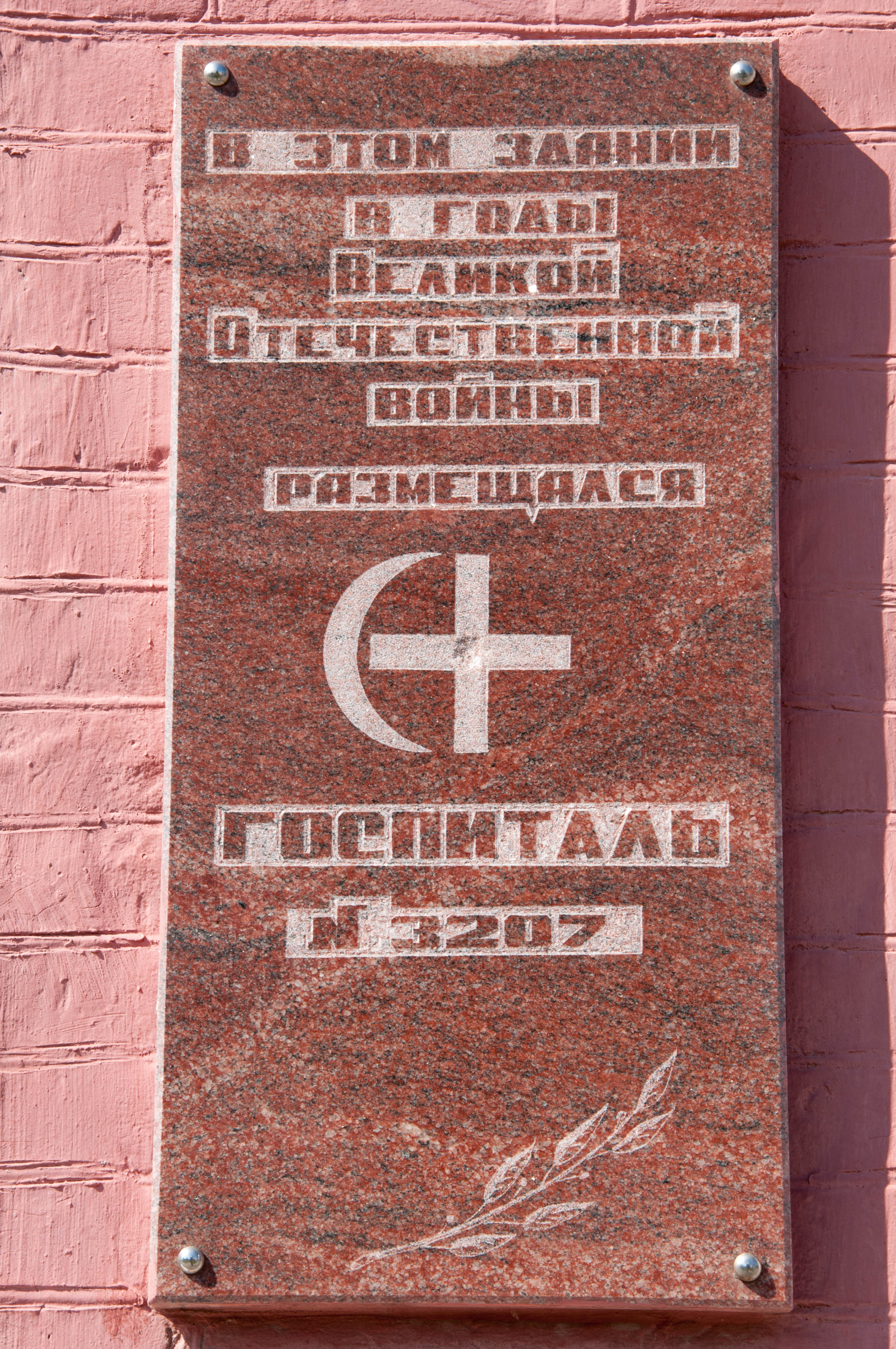
Памятная табличка Здания бывшей мужской прогимназии

Форма гимназистов состояла из синей фуражки, гимнастёрки с серебряными пуговицами и чёрными брюками. На фуражке и на бляшке ремня были буквы Азовской гимназии - «АГ».
В начале 90-х годов XIX века в Азове была основана и женская гимназия. В настоящее время в здании (1908 года постройки), занимаемом женской гимназией находится педагогический колледж.
В 20-е годы XX века Мужская гимназия стала называться — Единая трудовая школа I (начальные классы) и II (старшие классы) ступеней.
В школе большое внимание уделялось трудовому воспитанию. Дневников у учащихся не было, вместо них — трудовые книжки. В 1924 году школе было присвоено имя В. И. Ленина.
Перед Великой Отечественной войной это было учебное заведение в городе, а во время войны здесь находились военные госпитали. Ученики оказывали санитарам помощь,  выступали перед ранеными с концертами. После войны школа опять была единственной десятилеткой.
В настоящее время в здании работает школа №1.
В 70-80 годах XX века в школе был открыт школьный музей им. В. И. Ленина.  В 2012 году школа получила сертификат участника образовательного проекта «Школа цифрового века».

## Архитектура
Здание гимназии является архитектурной жемчужиной города. Кирпичное двухэтажное здание имеет архитектуру, характерную для гимназий других городов Российской империи. В ней есть парадная лестница, большой холл и длинные коридоры.